# دلبستگی کودک

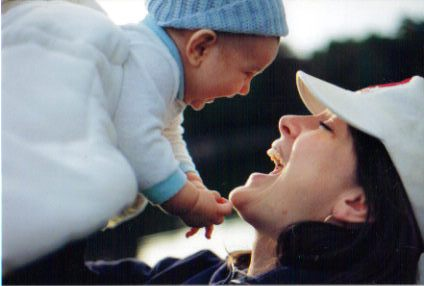
مادر و بچه

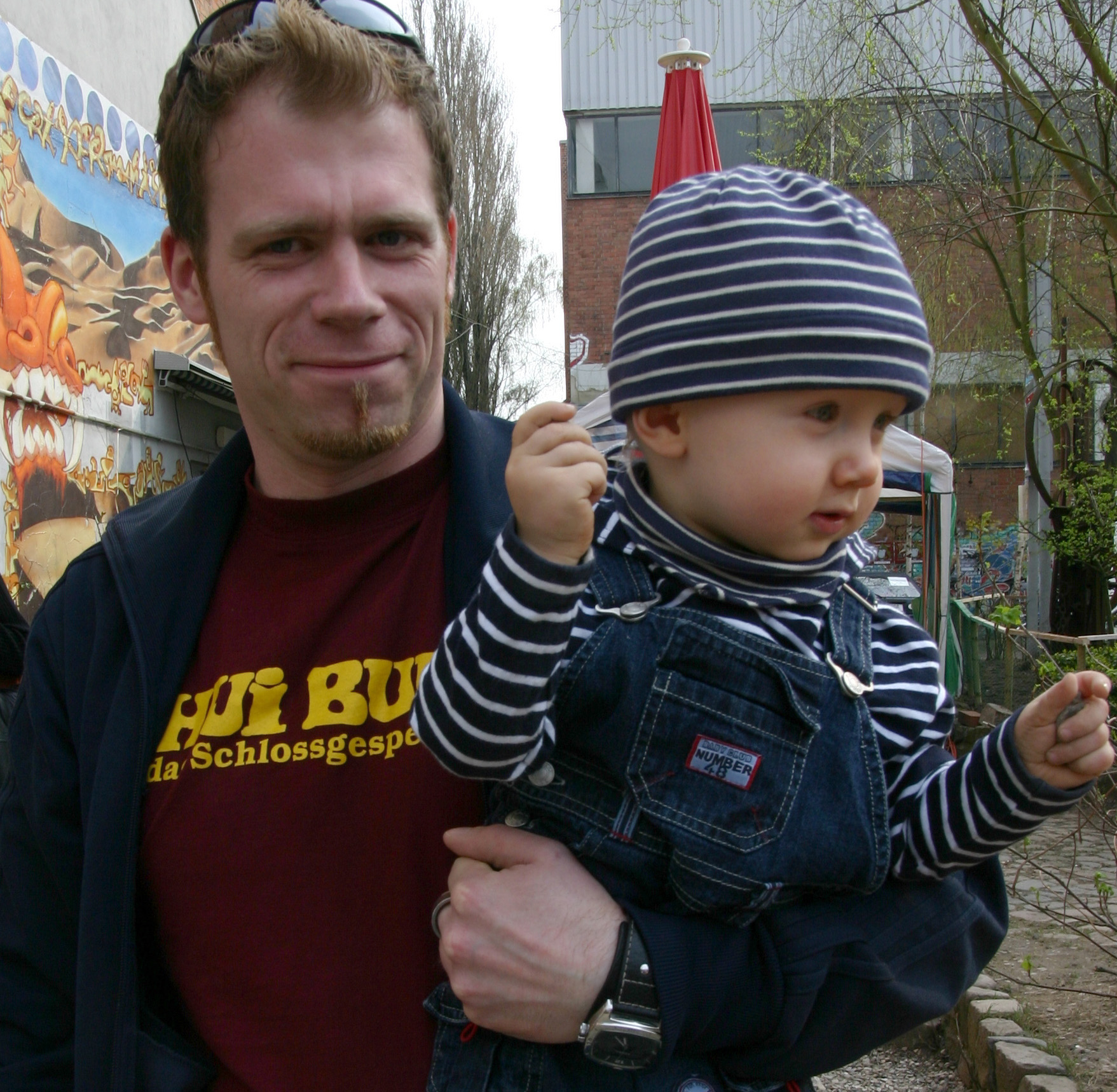
پدر و فرزند

دلبستگی کودک یا دلبستگی در کودکان (به انگلیسی: Attachment in children)، «یک غریزه زیست‌شناختی است که در آن زمانی که کودک تهدید یا ناراحتی را احساس یا درک می‌کند، نزدیکی به یک شخصیت دلبسته جستجو می‌شود. رفتار دلبستگی پاسخی توسط شکل دلبستگی را پیش‌بینی می‌کند که تهدید یا ناراحتی را از بین می‌برد.» دلبستگی همچنین کارکرد در دسترس بودن را توصیف می‌کند، که درجه‌ای از پاسخگویی شخصیت معتبر به نیازهای کودک و به اشتراک گذاشتن ارتباط با آنها است. دلبستگی دوران کودکی می‌تواند ویژگی‌هایی را تعریف کند که به احساس کودک، شکل‌های تنظیم هیجان و شیوهٔ برقراری روابط با دیگران را شکل می‌دهد. دلبستگی در همه پستانداران تا حدی، به ویژه پستانداران دیده می‌شود.
نظریه دلبستگی به درک جدیدی از رشد کودک رسیده‌است. کودکان الگوهای دلبستگی متفاوتی را بر اساس تجربه‌ها و برهم‌کنش‌ها با مراقبان خود در سنین پایین ایجاد می‌کنند. چهار دسته‌بندی دلبستگی مختلف در کودکان شناسایی شده‌است: دلبستگی ایمن، دلبستگی مضطرب-دوسوگرا، دلبستگی مضطرب-اجتنابی و دلبستگی ناسازگار. نظریه دلبستگی به نظریه غالبی تبدیل شده‌است که امروزه در مطالعه رفتار نوزادان و کودکان نوپا و در زمینه‌های بهداشت روانی نوزادان، درمان کودکان و زمینه‌های مرتبط مورد بهره‌برداری قرار می‌گیرد.